# Јасеница (Босанска Крупа)
Јасеница је насељено мјесто у Босни и Херцеговини, у општини Босанска Крупа, које административно припада Федерацији Босне и Херцеговине. Према попису становништва из 1991. у насељу је живјело 584 становника.

## Географија
Село се налази у подножју Грмеча.

## Историја
Мада је то некада била варошица, у послиједњем рату село је разрушено и у њему данас живи око 50-так људи. Већина кућа је обновљена, али нема већих улагања. Фирме које су постојале у овом мјесту сада су затворене, фудбалски клуб се угасио, обновљена је амбуланта, у коју лекар долази једном недјељно, хотел је згариште, основна школа „Душан Кошутић“ је затворена и разрушена, нема довољно деце, па она зато путују до школе у Великом Бадићу. Становништво у селу се претежно баве пољопривредом.

## Становништво
| Националност       | 1991.        | 1981.        | 1971.        |
| Срби               | 438 (75,00%) | 445 (72,47%) | 648 (98,93%) |
| Муслимани          | 124 (21,23%) | 133 (21,66%) | 3 (0,45%)    |
| Хрвати             | 0            | 1 (0,16%)    | 2 (0,30%)    |
| Југословени        | 19 (3,25%)   | 35 (5,70%)   | 2 (0,30%)    |
| остали и непознато | 3 (0,51%)    | 0            | 0            |
| Укупно             | 584          | 614          | 655          |